# Ault Field
Ault Field és una concentració de població designada pel cens dels Estats Units a l'estat de Washington. Segons el cens del 2000 tenia 2.064 habitants.

## Demografia
Segons el cens del 2000, Ault Field tenia 2.064 habitants, 306 habitatges, i 291 famílies. La densitat de població era de 115,8 habitants per km².
Dels 306 habitatges en un 67,3% hi vivien nens de menys de 18 anys, en un 82% hi vivien parelles casades, en un 11,1% dones solteres, i en un 4,6% no eren unitats familiars. En el 3,6% dels habitatges hi vivien persones soles el 3,6% de les quals corresponia a persones de 65 anys o més que vivien soles. El nombre mitjà de persones vivint en cada habitatge era de 2,82 i el nombre mitjà de persones que vivien en cada família era de 2,86.
Per edats la població es repartia de la següent manera: un 14,1% tenia menys de 18 anys, un 56,2% entre 18 i 24, un 28,5% entre 25 i 44, un 1% de 45 a 60 i un 0,2% 65 anys o més.
L'edat mediana era de 22 anys. Per cada 100 dones de 18 o més anys hi havia 244,9 homes.
La renda mediana per habitatge era de 24.406 $ i la renda mediana per família de 24.125 $. Els homes tenien una renda mediana de 15.498 $ mentre que les dones 14.792 $. La renda per capita de la població era de 12.036 $. Aproximadament el 5,1% de les famílies i el 5,2% de la població estaven per davall del llindar de pobresa.

## Poblacions més properes
El següent diagrama mostra les poblacions més properes.